# Receptor 5-HT2
Os receptores 5-HT2 são uma subfamília de receptores 5-HT que se ligam ao neurotransmissor endógeno serotonina (5-hidroxitriptamina, 5-HT). A subfamília 5-HT2 consiste em três receptores acoplados à proteína G (GPCRs), que estão associados às proteínas Gq/G11 e são responsáveis pela mediação da neurotransmissão excitatória, incluindo os subtipos 5-HT2A, 5-HT2B e 5-HT2C. Os três receptores que compõem a subfamília 5-HT2 são:
- Receptor 5-HT2A
- Receptor 5-HT2B
- Receptor 5-HT2C